# 168 Sibylla

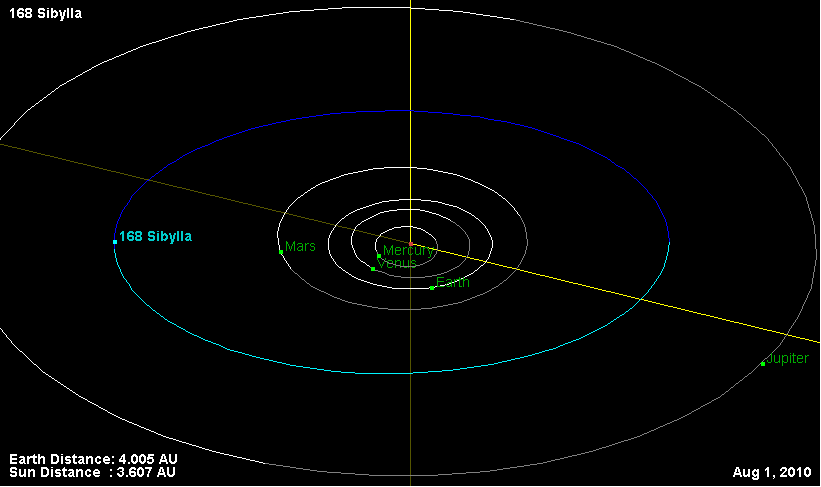
Representação gráfica do asteroide Sibylla

Sibylla (asteroide 168) é um asteroide da cintura principal com um diâmetro de 148,39 quilómetros, a 3,1485411 UA. Possui uma excentricidade de 0,0673035 e um período orbital de 2 265,42 dias (6,21 anos).
Sibylla tem uma velocidade orbital média de 16,21094122 km/s e uma inclinação de 4,63413º.
Este asteroide foi descoberto em 28 de Setembro de 1876 por James C. Watson.